# الدماغ والإدراك
الدماغ والإدراك هي مجلة علمية أمريكية تأسست عام 1982. ويغطي مجالات علم الأعصاب الإدراكي وعلم النفس الفسيولوجي.
وفقًا لتقارير تقارير الاقتباس من المجلة، فإن عامل التأثير للمجلة لعام 2016 يبلغ 2.432، مما يجعلها في المرتبة 160 من أصل 253 مجلة في فئة «علوم الأعصاب»، والمجلة 31 من أصل 84 مجلة في فئة «علم النفس، تجريبي».